# Хармоничен анализ
Класическото предназначение на хармоничния анализ е да изучава разлагането на функции по техния дискретен линеен спектър, т.е. в сума от хармонични трептения с дискретни (целочислени) честоти. Така могат да се изучават свойства на функцията не само в дефиниционната ѝ област (която се нарича времева), а и в честотната област. Основните способи на хармоничния анализ са редовете на Фурие и преобразованието на Фурие и техните обобщения. Преобразованието на Фурие прехвърля информацията за функцията (сигнала) в честотната област. Един от първите математици, работили в тази област е Фурие и затова понякога хармоничният анализ се нарича фуриеров анализ.
Математическата дисциплина вече е разширила своя хоризонт и днес изучава предимно функции върху топологични групи. Днес предмет на изследване са мерките, обобщените функции (разпределения), представяния на линейни оператори и техните собствени стойности, както и обобщени съотношения на неопределеност върху топологични групи. Изучаването на преобразования на Фурие в хилбертови пространства приближава хармоничния анализ до функционалния.

## Класически хармоничен анализ
Основната задача на класическия хармоничен анализ е да изследва кога редът на Фурие на {\displaystyle 2\pi }-периодична функция клони към функцията и свойства на коефициентите на Фурие.

## Модерен хармоничен анализ
В началото на 20 век се поставят основите на хармоничния анализ върху топологични групи. Основната идея е обобщение на преобразованието на Фурие трансформация за локално компактни абелеви групи или групи на Ли. Там хармоничния анализ се доближава до алгебричната теория на представяния на групи.
Съвсем нов клон от хармоничния анализ е т.нар. времево-честотен анализ, който се стреми да съвместява и да изучава локалните свойства на една функция във времевата и в честотната област. Изследват се разлагания на функции във времево-честотната равнина, измерващи енегрията на функцията във време x и честота {\displaystyle \omega }. Този клон се доближава до теорията на т.нар. функции-уейвлети.